# Éric Wajnberg
Eric Wajnberg, né le 17 août 1959, est un biologiste et un chercheur à l´INRA, travaillant sur l´écologie comportementale des insectes parasitoïdes.
Il a été le premier à intégrer[réf. nécessaire] une approche de génétique des populations dans des travaux de recherche visant à comprendre les stratégies comportementales optimales de la recherche d'hôtes par les insectes parasitoïdes.

## Activité scientifique
Son activité scientifique a pour objet de comprendre les mécanismes adoptés par les insectes parasitoïdes pour attaquer leurs hôtes. Comprendre ces mécanismes conduit à optimiser le choix des espèces d'auxiliaires à utiliser dans des programmes de lutte biologique ou d'améliorer leur efficacité à contrôler leurs hôtes au cours des lâchers. Des approches théoriques sont développées - principalement des simulations de Monte Carlo couplées à des algorithmes génétiques - et des expérimentations sont menées afin de vérifier les prédictions obtenues. Les variations génétiques des caractères biologiques étudiés sont également quantifiées dans les populations naturelles ou en élevage. Les espèces étudiées sont soit des oophages (Trichogrammatidae et Scelionidae), soit des parasitoïdes de pucerons. Les principaux caractères étudiés concernent ceux impliqués dans l'allocation à la descendance ou au sexe, les mécanismes locomoteurs impliqués dans la recherche d'hôtes (trajectométrie), les stratégies d'exploitation des patchs d'hôtes, etc.

## Publications

### Ouvrages
- Trichogramma and other egg parasitoids, 3rd International Symposium. Les Colloques de l'INRA. Vol. 56 (1991, avec S.B. Vinson)
- Biological Control with Egg Parasitoids. CAB International (1994, avec S.A. Hassan)
- Trichogramma and other egg parasitoids, 4rd International Symposium. Les Colloques de l'INRA. Vol. 73 (1995)
- Evaluating Indirect Ecological Effects of Biological Control. CAB International (2001, avec J.K. Scott et P.C. Quimby)
- Behavioural Ecology of Insect Parasitoids - From theoretical approaches to field applications. Blackwell Publishing (2008, avec C. Bernstein et J. van Alphen)
- From biological control to invasion: the laydbird Harmonia axyridis as a model species. Springer (2008, avec H.E. Roy)
- The ecology of fungal entomopathogens. Springer (2010, avec H.E. Roy, F.E. Vega, D. Chandler, M.S. Goettel et J.K. Pell)
- Invasive Alien Arthropod Predators and Parasitoids: An Ecological Approach. Springer (2012, avec H.E. Roy, P. De Clercq, L. Lawson Handley, R. Poland et J.J. Sloggett)
- Chemical Ecology of Insect Parasitoids.  Wiley-Blackwell (2013, avec S. Colazza)
- Environmental pest management: Challenges for agronomists, ecologists, economists and policymakers.  Wiley-Blackwell (2017, avec M. Coll)
- Jervis's Insects as Natural Enemies: Practical Perspectives..  Springer Nature ( 2023  avec I.C.W. Hardy)

### Articles
Voir la page : Liste des publications

### Film
- Tuer pour naître/Kill to be born.  CNRS Images production (2009, avec L. Ronat)

## Fonctions occupées
- Editeur en chef de la revue internationale BioControl depuis 2006 (Publiée par Springer)
- Chairman du programme scientifique de recherche internationale financé par l'ESF "Behavioural Ecology of Insect Parasitoids" (BEPAR), 2004 à 2009.
- Editeur Associé de la revue internationale Entomologia Experimentalis et Applicata depuis 1996 (publié par Wiley).
- Professeur Associé à l'Université du Québec à Montréal (UQAM), Canada, 2008 à 2011.
- Professeur Associé à l'Université de Montréal, Québec, Canada, 2011 à 2014.
- Professeur Associé à l'Université Kasetsart à Bangkok, Thaïlande, depuis 2011.
- Secrétaire Général de l'Organisation Internationale de Lutte Biologique (OILB), 1996 à 2000.